# Higashinada-ku (Kōbe)
Higashinada-ku (jap. 東灘区, dt. „Bezirk Ost-Nada“) ist ein Stadtbezirk (ku) von Kōbe.

## Geografie
Higashinada hat rund 4 km befestigte Küste mit drei kleineren sowie einer großen vorgelagerten künstlichen Insel und reicht im Norden bis an den 931 m hohen Gipfelpunkt des Rokkō heran. Historisch gewachsen sind die wichtigsten heutigen Stadtviertel Mikage, Sumiyoshi und Okamoto, während Rokkōmichi erst in der Nachkriegszeit eine starke Entwicklung erfuhr und Rokkō Island erst Anfang der 1990er Jahre fertiggestellt wurde.

## Geschichte
Das Gebiet gehörte in der Edo-Zeit zuerst zum Han von Amagasaki und wechselte mit der Entwicklung des sogenannten Nadagōgō-Gebietes, einem für die Sake-Herstellung ausgezeichneten Gürtel von Ost-Nishinomiya bis zum heutigen Hyōgo-ku, zum reichsunmittelbaren Gebiet (tenryō) des Tennōs. Im Jahre 1889 wurden im Landkreis Muko (武庫郡) die Gemeinde (chō) Mikage und die Dörfer (son) Sumiyoshi, Uozaki, Honjō und Yamamoto gebildet.
Die Fertigstellung der Hanshin Hauptlinie 1905 zwischen Ōsaka und Kōbe bescherte der Entwicklung der Gegend einen großen Schub, der als Hanshinkan-Modernismus bezeichnet wird.
Im Juli 1938 erlebte die Gegend eine besonders große Überschwemmung, am 17. März 1945 zerstörten Luftangriffe auf Kōbe das Stadtgebiet. Nach dem Krieg bemühten sich sowohl die Stadt Kōbe im Westen, als auch die Stadt Ashiya als östlicher Nachbar um eine Eingemeindung der fünf unabhängigen Verwaltungsgebiete. Ebenfalls zur Diskussion stand die Bildung einer eigenständigen Stadt Kōnan.
Am 1. April 1950 traten zunächst Mikage, Sumiyoshi und Uozaki der Stadt Kōbe bei. Der Anspruch auf den traditionsreichen und für Sake landesweit ausgezeichneten Namen Nada mit der Bedeutung „[zur] offene[n] See“, den das Beitrittsgebiet mehr als andere Gemeinden des Hanshin-Gebietes zu Recht getragen hätte, konnte nicht verwirklicht werden, da es einen Bezirk dieses Namens bereits gab und die in Aussicht genommene Namensänderung letztlich abgelehnt wurde. Also kam es zur Namensgebung Higashinada.
Am 10. Oktober des Jahres fusionierten Honjō und Motoyama und traten dem Bezirk bei. 1993 wurde Rokkō Island fertiggestellt.
Das Erdbeben von Kōbe 1995 richtete in Higashinada in direkter Einwirkung die größten Schäden an und forderte mit 1471 Toten im Vergleich der Bezirke die meisten Menschenleben (siehe auch: Nagata-ku). Gründe waren zum Teil die Art der Bebauung und der Anteil des Bezirks am Gebiet mit den stärksten Erschütterungen. Letzteres war gebietsweise auch durch die vorangegangenen Überschwemmungen und Erdrutsche und dadurch verursachte geringere Festigkeit wiederaufgeschütteter Grundstücke bedingt. Infolge des Erdbebens 1995 verringerte sich die Einwohnerzahl des Bezirks von 190.000 auf 155.000. Im Jahr 2003 überschritt die Einwohnerzahl erstmals 200.000.

## Verkehr
Higashinada ist durch Eisenbahnlinien JR West JR Kōbe-Linie als Streckenabschnitt der Tōkaidō-Hauptlinie, Hankyū Kōbe-Hauptlinie, Hanshin Denki Tetsudō Hanshin-Hauptlinie in Ost-West-Richtung, den People Mover Rokkō-Liner zwischen JR-Sumiyoshi-Bahnhof, Hanshin-Uozumi-Bahnhof und Rokkō Island sowie den Hanshin-Autobahnen Nr. 3 und Nr. 5 sehr gut erschlossen. Pendler erreichen Sannomiya in weniger als einer halben Stunde, Umeda in Ōsaka in wenig mehr als einer halben Stunde.

## Sehenswürdigkeiten
- Otomezuka-Kofun (処女塚古墳) in Mikage
- Honsumiyoshi-jinja (本住吉神社)
- Okamoto-Pflaumengarten (岡本梅林公園)
- Danjiri-Matsuri (Umzug im Mai)

## Bildung
In Higashinada-ku befinden sich die Hochschulen Kōnan-Universität (甲南大学), Kōnan-Frauenuniversität (甲南女子大学), Pharmazeutische Hochschule Kōbe (神戸薬科大学), Internationale Universität Kōbe (神戸国際大学), die Deutsche Schule Kobe und die englischsprachige internationale Schule Canadian Academy.
Museen und Galerien sind das Kōbe Fashion Museum, die Hakutsuru-Galerie (白鶴美術館, Hakutsuru bijutsukan) des großen Sakeherstellers Hakutsuru, das Kōbe-shiritsu Koiso Kinen Bijutsukan (神戸市立小磯記念美術館, engl. Kobe City Koiso Memorial Museum of Art), die Kōsetsu-Galerie (香雪美術館, Kōsetsu bijutsukan) und die Sera-Galerie (世良美術館, Sera bijutsukan).